# Vier-Nationen-Turnier 2013
Das Vier-Nationen-Turnier 2013 für Frauenfußballnationalteams (auch „Yongchuan Cup“) fand zwischen dem 12. und 16. Januar in der chinesischen Stadt Chongqing im Chongqing Olympic Sports Center statt. Mit Kanada nahm nur eine Mannschaft aus den Top 10 der FIFA-Weltrangliste teil, mit Gastgeber China und Norwegen aber zwei ehemalige Turniersieger. Sieger wurde die Mannschaft aus Norwegen, die damit das Turnier zum zweiten Mal nach 2002 gewinnen konnte. Keine Spielerin konnte mehr als ein Tor erzielen. Kanada musste dabei ohne Rekordnationalspielerin Christine Sinclair antreten, da sie gesperrt war.

## Spielergebnisse
| Pl. | Land     | Sp. | S | U | N | Tore    | Diff. | Punkte |
| --- | -------- | --- | - | - | - | ------- | ----- | ------ |
| 1.  | Norwegen | 3   | 2 | 1 | 0 | 003:000 | +3    | 07     |
| 2.  | Kanada   | 3   | 1 | 1 | 1 | 002:300 | −1    | 04     |
| 3.  | China    | 3   | 1 | 0 | 2 | 002:200 | ±0    | 03     |
| 4.  | Südkorea | 3   | 1 | 0 | 2 | 003:500 | −2    | 03     |

|                 |   |          |           |
| 12. Januar 2013 |   |          |           |
| China           | – | Kanada   | 0:1 (0:0) |
| Norwegen        | – | Südkorea | 2:0 (1:0) |
| 14. Januar 2013 |   |          |           |
| Kanada          | – | Südkorea | 1:3 (0:2) |
| China           | – | Norwegen | 0:1 (0:0) |
| 16. Januar 2013 |   |          |           |
| China           | – | Südkorea | 2:0 (0:0) |
| Norwegen        | – | Kanada   | 0:0       |

## Torschützinnen
1. Adriana Leon, Nichelle Prince (CAN), Zhang Rui (CHN), Melissa Bjånesøy, Leni Larsen Kaurin, Elise Thorsnes (NOR), Jeon Ga-eul, Ji So-yun, Jung Seol-bin (KOR) – je 1 Tor
00Lee Eun-Mi (KOR) – 1 Eigentor